# (10720) Danzl
(10720) Danzl est un astéroïde de la ceinture principale.

## Description
(10720) Danzl est un astéroïde de la ceinture principale. Il fut découvert le 5 avril 1986 à Kitt Peak par le projet Spacewatch. Il présente une orbite caractérisée par un demi-grand axe de 2,18 UA, une excentricité de 0,14 et une inclinaison de 3,1° par rapport à l'écliptique.

## Compléments